# Лесные пожары в Аризоне (2022)
Лесные пожары в Аризоне в 2022 году — массовые стихийные пожары, начавшиеся в апреле 2022 года в Аризоне.

## Причины
Район возникновения пожара находится в полосе Аризоны, Нью-Мексико, Юты и Колорадо, столкнувшейся с 20-летней засухой. Эксперты отмечали, что сезон лесных пожаров в США начался небывало рано и в 2022 году он будет долгим. Уже в апреле 4 из 16 национальных групп реагирования на чрезвычайные ситуации занимались тушением пожаров в Аризоне и Нью-Мексико.

## Пожары
Быстро распространяющийся лесной пожар вспыхнул 19 апреля 2022 года в северной части штата Аризона. Стена огня, подгоняемая порывистым ветром, скорость которого составляла 18-23 м/с, достигала в высоту 30 метров. Пламя охватило окраины города Флагстафф, в это время порывы ветра достигали 80 км/ч. Огонь раскинулся по обеим сторонам главной магистрали штата, шоссе I-10, движение по которому было перекрыто. В округе было объявлено чрезвычайное положение после того, как масштабы лесного пожара выросли до более чем 23 квадратных километров. Небо было закрыто клубами дыма, сыпался пепел, что затрудняло применение пожарной авиации. Распространению огня способствовали не только ветер, но также сухая трава и сосновые рощи.

## Последствия
Жителей 766 домов эвакуировали, при этом многим местным жителям пришлось спасаться бегством. Десятки домов были разрушены, а около 250 построек находятся под угрозой разрушения. По данным Наблюдательного совета округа Коконино, пожар вынудил более 2000 жителей покинуть свои дома. Огнем же было уничтожено 24 строения. Также власти и местные жители эвакуировали из района пожара более 1000 домашних животных, в основном мелкий рогатый скот и лошадей.